# Nenadi Usman
Nenadi Esther Usman (n. 12 noiembrie 1966) este o politiciană nigeriană, care a îndeplinit funcția de ministru federal de finanțe (2006–2007). Ea a fost aleasă senator pentru districtul senatorial Kaduna de Sud la alegerile din aprilie 2011, candidând pe platforma Partidului Democrat Popular (PDP).

## Biografie
Usman și-a început educația în Jos, apoi mai târziu Kagoro, după care a urmat Colegiul Federal al Guvernului, Jos, Plateau State. Mai târziu a obținut prima diplomă în Geografie la Universitatea Ahmadu Bello, Zaria și mai târziu o diplomă postuniversitară de la Universitatea din Jos. A fost directorul general al Dana Ventures, apoi consilier executiv în statul Kaduna în 1992. Ea a fost, de asemenea, consilier executiv în 1993, apoi ofițer principal de personal FCDA, din 1994 până în 1998.
Usman a jucat un rol important în emanciparea femeilor, deoarece a avut un rol esențial în formarea unui ONG numit „Educație și emancipare pentru femei” cu sediul la Jere în statul Kaduna și este actualul președinte al Coaliției ONG-urilor pentru femei în statul Kaduna. Este căsătorită și are patru copii.

## Cariera politică
Ea a fost membră a caucusului statului Kaduna al defunctei Convenții Naționale Republicane (NRC). Ea a fost, de asemenea, un membru ales al Camerei Reprezentanților, reprezentând circumscripția federală Kachia/Kagarko în cadrul Partidului Congresului din Nigeria Unită în 1998. Ea a fost numită comisar în statul Kaduna din 1999 până în 2002, apoi comisar pentru mediu și resurse naturale în stat în 2002 și, mai târziu, comisar pentru sănătate din 2002 până în 2003.
Ea a fost coordonatorul echipei de campanie a lui Alh. Ahmed Makarfi în 1999. A fost realesă președinte al comitetului de campanie în 2003. Ea a fost coordonatorul Comitetului de campanie al șefului statului Kaduna, Olusegun Obasanjo.
A fost numită ministru de stat pentru finanțe și mai târziu ministru de finanțe de către administrația Obasanjo.
Ea a fost aleasă senator pentru Kaduna South la alegerile din aprilie 2011, candidând pe platforma Partidului Democrat Popular (PDP). Congresul de acțiune din Nigeria (ACN) a contestat rezultatul. În calitate de senator, ea a făcut eforturi ca guvernul să acorde mai multă atenție femeilor și copiilor, pe care îi numește cei mai vulnerabili membri ai societății.

## Viața personală
Nenadi a fost căsătorită cu Dr. Sa'ad Usman, emirul Jere din statul Kaduna, care a murit în anul 2020.